# 蓬萊直守瓜
蓬萊直守瓜（学名：Clerotilia formosana）为金花蟲科直守瓜屬下的一个种。